# Baltanás
Baltanás is een gemeente in de Spaanse provincie Palencia in de regio Castilië en León met een oppervlakte van 158,85 km². Baltanás telt 1.248 inwoners (1 januari 2016).